# Computação humana
Na ciência da computação, computação humana (ou computação por humanos )  é um paradigma no qual o processo computacional é realizado delegando certos passos para serem computados por seres humanos. Esse paradigma é baseado nas diferenças em habilidades e nas alternativas de custos entre seres humanos e computadores em um ambiente de interação homem-computador . Ele foi proposto por Luis von Ahn em seu trabalho de doutorado desenvolvido no Instituto de Tecnologia de Massachusetts. 
Na computação tradicional, o ser humano usa o computador para resolver um problema: ele fornece uma descrição formalizada do problema para o computador; o computador realiza as computações considerando dados de entrada e a descrição formalizada e gera uma solução para ser interpretada pelo ser humano. Em computação por humanos, os papéis são geralmente invertidos: algumas computações são realizadas pelo ser humano e não pelo computador. Por exemplo, o computador solicita ao ser humano ou a um grupo de seres humanos para resolver uma parte do problema que ele não é capaz de resolver. A partir da respostas recebidas do ser humano, o computador é, então, capaz de agregar, interpretar e integrar o resultado à solução final para o problema. Desse forma, nesse paradigma uma parte da computação é realizada por computadores que são máquinas e outra parte é realizada por computadores que são seres humanos.
Diversas aplicações têm sido desenvolvidas seguindo o paradigma de computação por humanos. Exemplos de tais aplicações são o serviço reCAPTCHA, os projetos hospedados na plataforma Zooniverse, e muitas das aplicações executadas no sistema Amazon Mechanical Turk. Exemplo de sistema de computação por humanos no contexto brasileiro é a plataforma Contribua, desenvolida usando o sistema PyBossa mantido pela Scifabric.